# Lago Opabin
El lago Opabin es un lago de altitud canadiense ubicado a una altitud de 2277 metros en las montañas del Parque nacional Yoho, cerca de Field, Columbia Británica, Canadá.
Se puede acceder al lago Opabin por dos senderos de escalada, el sendero East Opabin y el sendero West Opabin, que forman un circuito de 6 km que comienzan y terminan en el lago O'Hara. Ambos senderos ascienden aproximadamente 250 metros. El East Opabin consiste en un camino con varias curvas a través del bosque atravesando el lago O'Hara, seguidas de una caminata cuesta arriba junto a un arroyo alimentado por la escorrentía de los picos nevados. El West Opabin implica un ascenso algo más accidentado, donde los bosques cubiertos de musgo ceden a pedregales, escalones de piedra y senderos rocosos abiertos cortados en las laderas que ofrecen vistas del O'Hara, el lago Mary y las montañas circundantes. Un tercer sendero alpino conecta al sendero East Opabin con el cercano lago Oesa.

## Meseta de Opabin
El lago Opabin es el principal atractivo de la meseta de Opabin, un valle ubicado encima y al sureste del lago O'Hara. La meseta está atravesada por senderos y arroyos y salpicada de pequeños lagos y estanques. El área se encuentra habitada por marmotas canosas, pikas, comadrejas, ardillas terrestres y glotones solitarios.